# سرتيز
سرتيز هي قرية في مقاطعة بيرانشهر، إيران. يقدر عدد سكانها بـ 32 نسمة بحسب إحصاء 2016.